# Charidotella ferranti
Charidotella ferranti es un coleóptero de la familia Chrysomelidae.
Fue descrita científicamente en 1926 por Spaeth.